# Valerij Ivanovič Glivenko
Valerij Ivanovič Glivenko (in russo Валерий Иванович Гливенко?; Kiev, 21 dicembre 1896 – Mosca, 15 febbraio 1940) è stato un matematico, logico e statistico sovietico.
Formulò tra l'altro nel 1933 un teorema che porta anche il suo nome, il teorema di Glivenko-Cantelli.
Noto anche per il suo contributo alla logica intuizionistica.

## Scritti
- Sulla determinazione empirica delle leggi di probabilità, 1933